# Charles (Mondkrater)
Charles ist ein kleiner Einschlagkrater auf der Mondvorderseite südlich der nördlichen Ausläufer von Dorsum Zirkel.
Die namentliche Bezeichnung geht auf eine ursprünglich inoffizielle Bezeichnung auf Blatt 40A1/S1 der Topophotomap-Kartenserie der NASA zurück, die von der IAU 1976 übernommen wurde.